# Comtat de Flonheim
El comtat de Flonheim fou una jurisdicció feudal del Sacre Imperi Romanogermànic centrada a Flonheim avui dia municipi al districte d'Alzey-Worms, a Renània-Palatinat. Pertany al cercle d'Alzey-Land.
La primera menció de la ciutat és del 764 quan apareix com a "Flonenheim". A la meitat del segle X estava en poder del llinatge dels Emicons o Emicònides que al final del segle xi (vers 1091), amb Emic V, van abandonar el títol de Gaugraft (graft [comte] del gau [país] de Nahegau), agafant el títol de comte, i el 1098 el de comte de Flonheim; el 1107 es van titular comtes de Schmidtburg; la història de la família va acabar quan es van dividir en els wildgravis, raugravis i comtes de Veldenz (1113). El 1133 el comte wildgravi Emic II va fundar un monestir agustí que va existir fins al 1554. La branca de wildgravis es va extingir el 1220 i va passar per matrimoni al comte de Saarbrucken un fill del qual va heretar per matrimoni el comtat de Leiningen i va adoptar aquest nom. La ciutat de Flonheim fou fortificada el 1300.